# Reggie Miller
Reginald Wayne Miller, znany jako Reggie Miller (ur. 24 sierpnia 1965 w Riverside, Kalifornia) – amerykański koszykarz występujący na pozycji rzucającego obrońcy, przez całą karierę zawodnik Indiana Pacers, obecnie komentator spotkań NBA.
Karierę koszykarską rozpoczynał podczas studiów na Uniwersytecie Kalifornijskim w Los Angeles. W 1987 roku zgłosił się do draftu NBA z, w którym to został wybrany z numerem 11 przez Indiana Pacers. Koszykarz spędził w lidze NBA 16 sezonów, pięciokrotnie brał udział w Meczu Gwiazd. W pierwszym sezonie gry pobił rekord w liczbie trafionych rzutów za trzy punkty przez debiutanta (miał ich 61). Wcześniej przez osiem lat rekord ten należał do Larry Birda. W 1995 został wybrany do meczu gwiazd NBA.
Podczas rozgrywek 1989/1990 zajął drugie miejsce w głosowaniu na największy postęp sezonu NBA.
W sezonie 1997/1998 został pierwszym zawodnikiem w historii NBA, który przekroczył w całej karierze liczbę 1500 celnych rzutów za 3 punkty (1596). Liderem w tej kategorii był przez 12 kolejnych lat. 10 lutego 2011 jego rekord (2560) pobił Ray Allen. 18 marca 2001 roku stał się pierwszym zawodnikiem w historii NBA, który trafił dwutysięczną trójkę w karierze. 
Wraz z kadrą Stanów Zjednoczonych zdobył złoty medal na igrzyskach olimpijskich w Atlancie. 
Dwukrotnie przewodził NBA w liczbie celnych rzutów za 3 punkty, uzyskanych w trakcie całego sezonu regularnego.
W 2005 zakończył karierę sportową. Koszykarz przez całą karierę nie został wybrany do pierwszej lub drugiej drużyny najlepszych graczy NBA. Obecnie jest komentatorem w telewizji TNT.
Jest bratem Cheryl Miller, dawnej czołowej koszykarki amerykańskiej, później trenerki zespołu Phoenix Mercury, występującego w Women’s National Basketball Association.

## Osiągnięcia

### NCAA
- Mistrz turnieju NIT (1985)[18]
- MVP turnieju NIT (1985)[18]
- Most Outstanding Player (MOP=MVP) turnieju Pac-12 (1987)[19]
- Wybrany do[19]:
  - III składu All-American (przez UPI – 1986)
  - I składu:
    - turnieju Pac-12 (1987)
    - Pac-12(1986, 1987)

  - Pac-12 Conference Hall of Honor
- Uczelnia UCLA zastrzegła należący do niego numer 31

### NBA
- Finalista NBA (2000)[20]
- Uczestnik:
  - meczów gwiazd NBA (1990, 1995–1996, 1998, 2000)[21]
  - konkursu rzutów za trzy punkty organizowanego przy okazji NBA All-Star Weekend (1989–1990, 1993, 1995, 1998)[22]
- Zaliczony do:
  - III składu NBA (1995–1996, 1998)[23]
  - Koszykarskiej Galerii Sław im. Naismitha (Naismith Memorial Basketball Hall Of Fame – 2012)[24]
  - składu najlepszych zawodników w historii NBA, wybranego z okazji obchodów 75-lecia istnienia ligi (2021)[25]
- Zdobywca nagrody J. Walter Kennedy Citizenship Award (2004)[26]
- trzykrotny zawodnik tygodnia NBA (24.02.1991, 28.01.1996, 3.04.2005)[19]
- Klub Indiana Pacers zastrzegł należący do niego numer 31[27]
- Lider:
  - wszech czasów klubu Pacers pod względem łącznej liczby zdobytych punktów (25279), rozegranych spotkań (1389), celnych i oddanych rzutów z gry (8241-17499), za 3 punkty (2560-6486), osobistych (6237-7026), przechwytów (1505), asyst (4141), strat (2409)[28]
  - sezonu regularnego w skuteczności rzutów wolnych (1991, 1999, 2001, 2002, 2005)[29]
  - play-off w:
    - liczbie celnych rzutów za 3 punkty (1998, 2000)[30]
    - skuteczności rzutów za 3 punkty (1992)[31]

### Reprezentacja
- Mistrz:
  - olimpijski (1996)[32]
  - świata (1994)[33]
- Zaliczony do I składu mistrzostw świata (1994)[34]
- Uczestnik mistrzostw świata (1994, 2002 – 6. miejsce)[35]
- Atleta Roku – USA Basketball Male Athlete of the Year (2002 – 6. miejsce)[36]